# Трупак, Николай Григорьевич
Николай Григорьевич Трупак (30 апреля 1903 — 07 декабря 1981) — советский учёный-горняк, основоположник теории метода замораживания грунтов при строительстве подземных сооружений. Доктор технических наук, профессор, лауреат Сталинской и Государственной премий СССР, заслуженный деятель науки и техники РСФСР.

## Биография
Николай Григорьевич Трупак родился 30 апреля 1903 г. в Донбассе, в семье рабочего. По окончании Лисичанского горного училища Н. Г. Трупак был назначен помощником заведующего шахтой № 28—29, а затем заведующим шахтой № 32 рудоуправления Боковоантрацит. В 1923 г. Боковоантрацитовский райком Союза горнорабочих командировал Н. Г. Трупака для учёбы в Московскую горную академию, по окончании которой в 1930 г. он был оставлен при академии (тогда уже Московском горном институте (сейчас – Горный институт НИТУ «МИСиС»)) для подготовки к научной деятельности на кафедре «Шахтное строительство», а в 1931 г. назначен ассистентом этой кафедры. В 1927—1934 годах принимал участие в составлении «Технической энциклопедии» в 26-и томах под редакцией Л. К. Мартенса, автор статей по тематике «горное дело». Решением Квалификационной комиссии Наркомтяжпрома СССР в 1933 г. Н. Г. Трупаку было присвоено учёное звание доцента по кафедре «Шахтное строительство».
С 1933 по 1936 г. Н. Г. Трупак работал на строительстве метрополитена начальником работ по замораживанию грунтов. За эту работу в 1935 г. Постановлением ЦИК СССР награждён орденом Ленина. В 1936—1939 гг. работал в проектно-исследовательском секторе Московского горного института. В 1939 г. он был избран по конкурсу на должность доцента Всесоюзной промышленной академии.
В годы Великой Отечественной войны Н. Г. Трупак работал на Алтае начальником специальных работ, а с 1945 по 1949 г. в тресте Центроспецстрой сначала консультантом, а затем главным инженером проектов.
В 1946 г. Постановлением Совета Министров СССР «за коренное усовершенствование метода производства работ по искусственному замораживанию грунтов и широкое внедрение его в практику строительства подземных сооружений» Н. Г. Трупаку присуждена Сталинская премия СССР. В 1947 г. Советом Института горного дела АН СССР Николаю Григорьевичу была присуждена ученая степень кандидата технических наук, а в 1949 г. он был избран доцентом Всесоюзного заочного политехнического института, где до 1971 г. исполнял обязанности декана горного факультета.
В 1956 г. Н. Г. Трупаку была присуждена учёная степень доктора технических наук, в том же году присвоено звание профессора.
Помимо вышеперечисленных учебных заведений, много лет читал лекции в Киевском и Харьковском горных институтах, а также в Московском институте инженеров железнодорожного транспорта и в Академии угольной промышленности. За работу в высшей школе награждён орденом «Знак почёта» и медалями.
Как высококвалифицированный специалист, Н. Г. Трупак привлекался к работам в Польской Народной Республике, Монгольской Народной Республике, Индии и Египте (на строительство Асуанской высотной плотины).
Скончался в декабре 1981 года, похоронен на Кунцевском кладбище.
В 1988 году Н. Г. Трупаку присуждена Государственная премия СССР «за разработку и внедрение технологии строительства шахтных стволов с применением низкотемпературного замораживания горных пород».

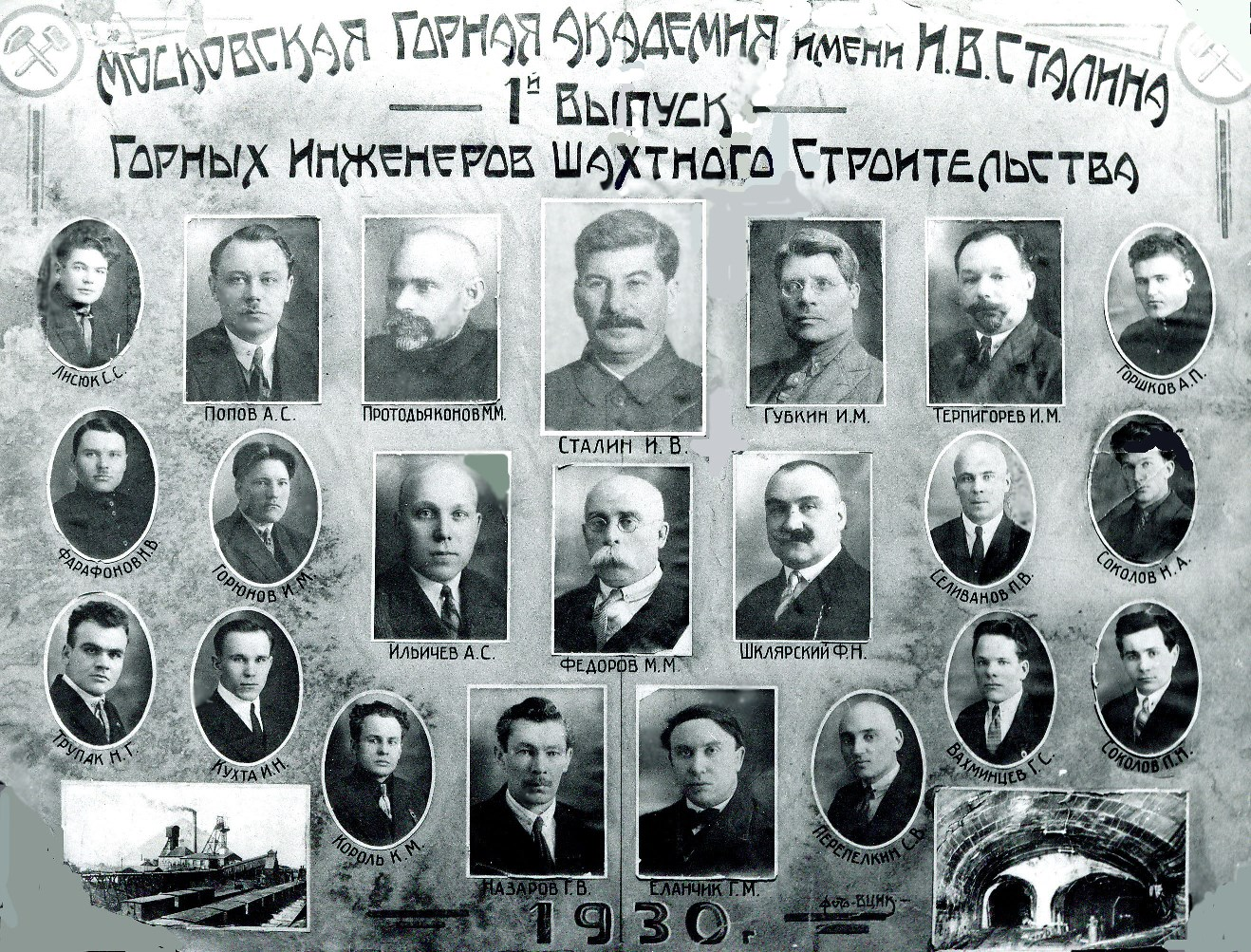

## Научная и педагогическая деятельность
Н. Г. Трупак, еще будучи студентом, первым в нашей стране применил способ искусственного замораживания пород при сооружении горных выработок. Первые промышленные внедрения этого способа осуществлялись под его руководством на строительстве станций метро «Лермонтовская» («Красные ворота»), «Кировская» («Чистые пруды») и Дзержинская («Лубянка») первой очереди Московского метрополитена. В настоящее же время этот способ является основным и наиболее надёжным и распространённым специальным способом проходки горных выработок в слабых и сильно обводнённых породах. В связи с этим до сих пор являются востребованными оригинальные труды Н. Г. Трупака: «Цементация трещиноватых пород в горном деле», «Проведение горных выработок специальными способами», «Замораживание горных пород при проходке стволов», «Замораживание грунтов в строительстве» и др.
Он принимал участие в работе I и V международных горных конгрессов, многих научно-технических конференций. Им подготовлено 18 кандидатов технических наук, написано 130 научных работ, среди которых 7 монографий и 4 учебных пособия для вузов и техникумов.

## Избранные труды
- Трупак Н. Г. Проходка шахт способом замораживания. — Москва : Углетехиздат, 1947
- Трупак Н. Г. Замораживание грунтов в строительной индустрии. — Москва : Стройиздат, 1948
- Трупак Н. Г. Цементация трещиноватых пород. — Москва : изд-во и 2-я тип. Углетехиздата, 1949
- Трупак Н. Г. Специальные способы проходки шахтных стволов : [Учеб. пособие для горных техникумов]. — Москва ; Ленинград : Углетехиздат, 1950
- Трупак Н. Г. Специальные способы проведения горных выработок : [Учеб. пособие для студентов специальности «Строительство горных предприятий»]. — Москва ; Харьков : Углетехиздат, 1951
- Трупак Н. Г. Проходка стволов шахт : Из цикла попул. лекций / Под общ. ред. акад. А. М. Терпигорева; М-во угольной пром-сти СССР. Дом инженера и техника. — Москва : Углетехиздат, 1952
- Трупак Н. Г. Определение величины горного давления и расчет толщины крепи горизонтальных выработок : Учеб. пособие к курсам «Проведение и крепление горных выработок» и «Проходка горно-разведочных выработок» : Для студентов горного фак. : Утв. 4/VI 1954 г / Всесоюз. заоч. политехн. ин-т. — Москва : Б. и., 1954
- Трупак Н. Г. Определение величины горного давления и толщины стенок крепи вертикальных выработок : Учеб. пособие к курсам «Проведение и крепление горных выработок» и «Проходка горно-разведочных выработок» : Для студентов горного фак / Всесоюз. заоч. политехн. ин-т. — Москва : Б. и., 1954
- Трупак Н. Г. Замораживание горных пород при проходке стволов. — Москва : Углетехиздат, 1954
- Трупак Н. Г. Цементация трещиноватых пород в горном деле. — Москва : Металлургиздат, 1956
- Трупак Н. Г. Проведение горизонтальных выработок в однородных породах по цикличному графику : Учеб. пособие по курсам «Проведение и крепление горных выработок» и «Проходка горноразведочных выработок» : Для студентов Горного фак. — Москва : Б. и., 1957
- Трупак Н. Г. Проведение горных выработок специальными способами : [Учеб. пособие для учащихся горных техникумов специальности «Строительство горных предприятий»]. — Москва : Углетехиздат, 1958
- Трупак Н. Г. Определение размеров поперечных сечений горных выработок / Всесоюз. заоч. политехн. ин-т. Кафедра строительства горных предприятий; Вертикальные горные выработки; Горизонтальные и наклонные горные выработки: Лекции для студентов горного фак. — Москва : Б. и., 1959
- Чельцов М. И., Слободкин Д. С., Фадеев Е. И. Справочник по проходке стволов шахт специальными способами / Под общ. ред. д-ра техн. наук проф. Н. Г. Трупака. — Москва : Госгортехиздат, 1960
- Трупак Н. Г. Способы борьбы с водой на калийных и соляных рудниках при проходке стволов. — Москва : Госгортехиздат, 1961
- Трупак Н. Г. Определение величины горного давления и расчет толщины стенок крепи вертикальных выработок : Учеб. пособие к курсам «Проведение и крепление горных выработок» и «Проходка горноразвед. выработок» для студентов горного и инж.-экон. фак / Всесоюз. заоч. политехн. ин-т. Кафедра строительства горных предприятий. — 2-е изд., доп. — Москва : Б. и., 1962.
- Трупак Н. Г. Специальные способы проведения горных выработок : [Учеб. пособие для горных вузов и фак.]. — 2-е изд., перераб. и доп. — Москва : Недра, 1964
- Трупак Н. Г. Замораживание грунтов в строительстве : (Примеры применения). — Москва : Стройиздат, 1970
- Трупак Н. Г. Замораживание грунтов в подземном строительстве. — Москва : Недра, 1974
- Трупак Н. Г. Специальные способы проведения горных выработок : [Учеб. пособие для вузов по специальности «Стр-во подземных сооружений и шахт»] / Н. Г. Трупак. — 3-е изд., перераб. — Москва : Недра, 1976.
- Трупак Н. Г. Замораживание грунтов при строительстве подземных сооружений. — Москва : Недра, 1979
- Давыдов В. В. Справочник по сооружению шахтных стволов специальными способами / [В. В. Давыдов, Е. Г. Дуда, А. И. Кавешников и др.]; Под общ. ред. Н. Г. Трупака. — М. : Недра, 1980
- Трупак Н. Г. Замораживание грунтов при сооружении вертикальных шахтных стволов. — М. : Недра, 1983.